# セットバック (建築)

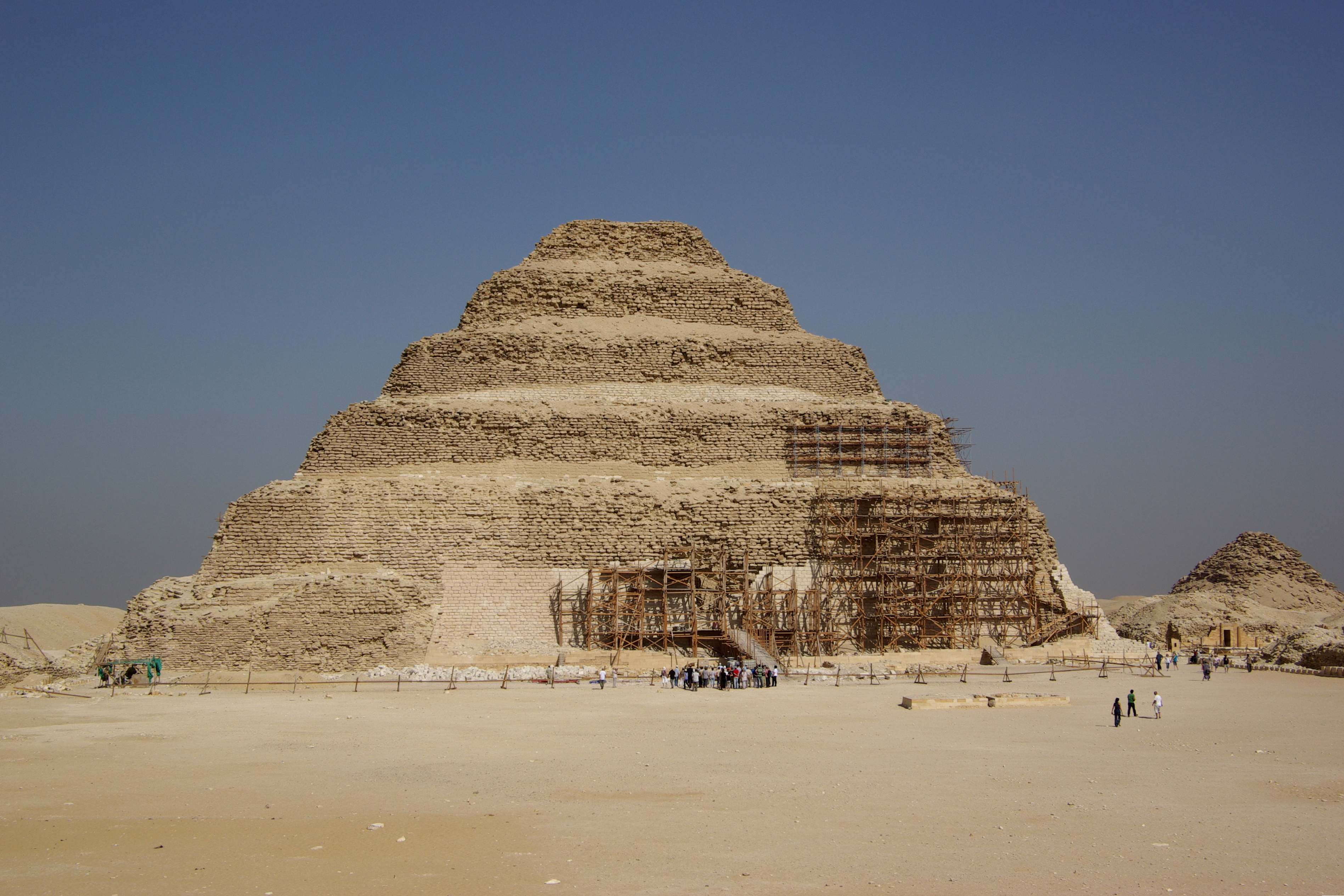
ジェゼル王のピラミッドのセットバック

セットバックとは、上層を下層よりも後退させることによって階段状にした、建物の壁面の形状である。セットバックは、元々は構造上の理由で使用されていた。しかし現在では、美的な理由で使用される場合や、土地利用規制に適合させるために使用される場合が多い。建物密集地域においては、セットバックは、地上に供給される日光や新鮮な空気を増やすためにも役立つ。

## 歴史

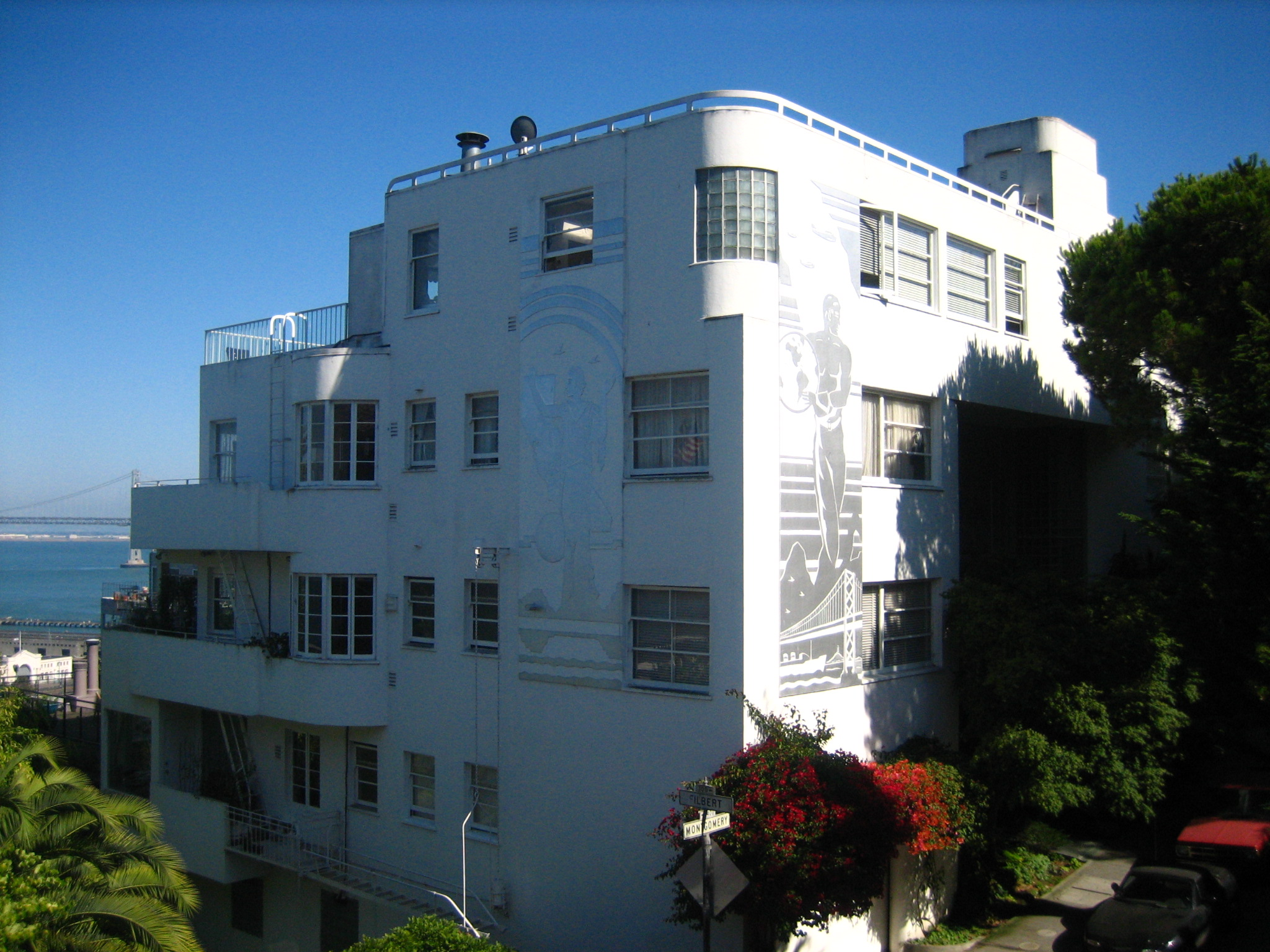
サンフランシスコのテレグラフヒルの急斜面の形状に合わせてセットバックに設計されたマロック・ビルディング

古代においては、セットバックは、粘土、石、煉瓦などの建材によって生じる重力負荷を（各層の水平投影面積を規則的に減少させて）分散することにより、より高い組積構造物を実現するために利用されていた。セットバックを利用した建物は、自然浸食を受けても構造的統一性が失われにくいという利点もあった。こうしたセットバック技術の利用例としては、テペ・シアルクのジッグラトやジェゼル王のピラミッドのような、メソポタミアや古代エジプトの階段ピラミッドが視覚的に最もわかりやすい。

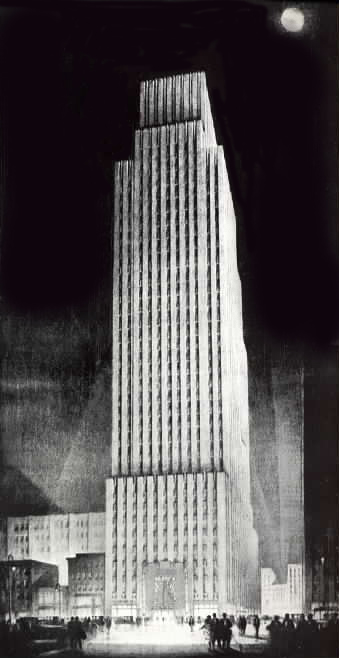
多くのセットバックが特徴的なニューヨークのデイリー・ニューズ・ビルディング。1929年にレイモンド・フッドによって設計された。1916年区画整備決議で、セットバックを取り入れた高層ビルが数多く建てられた。

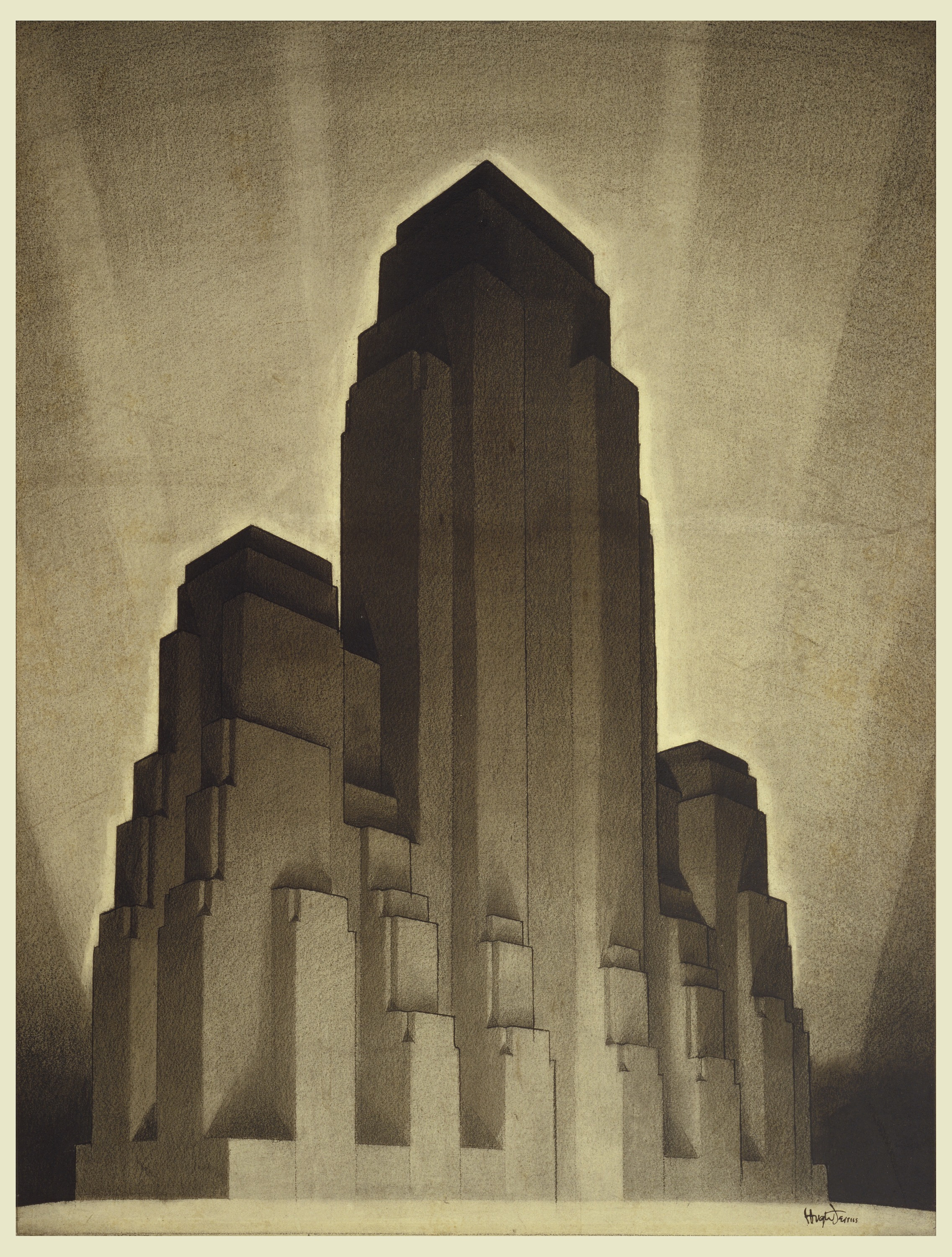
ヒュー・フェリスによるドローイング、『1916年ニューヨークゾーニング条例により認められる最大容積のビルの検討』

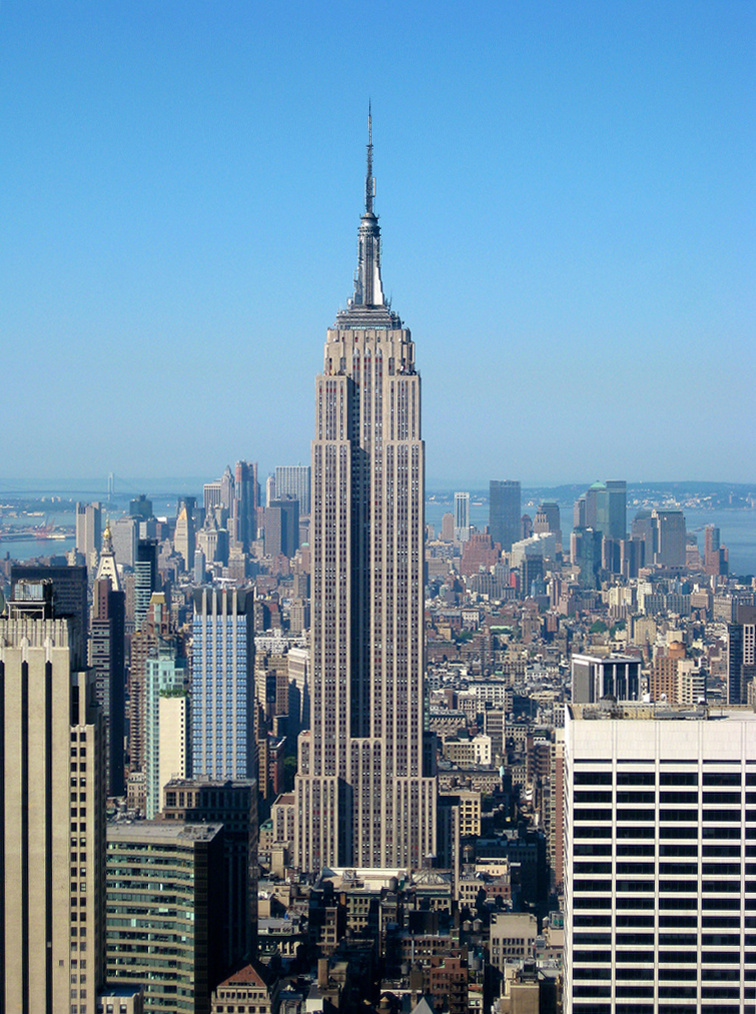
セットバックの設計によって上層に行くほど細くなるエンパイア・ステート・ビルディング

数世紀にわたり、セットバックは、複数層の建物や構造物を建設する上で事実上不可欠な構造だった。
19世紀末に鉄骨構造の工法が開発されると、セットバックを構造上の目的で利用する必要はなくなった。鉄骨構造が利用されるようになったことに加え、エレベーターやモーター式揚水ポンプなどの設備が普及したことにより、大都市では建物の大型化と密集化が進んだ。利用できる床面積を最大化したいという動機から、セットバックの使用を避けるビル開発者もいた。しかしセットバックを使用しない高層ビルは、火災時の安全上および健康上、様々な危険をもたらすことが多かった。たとえば1915年にニューヨークで建設された38階建のエクイタブル・ビルディング（Equitable Building）は、「正午の影の長さが4ブロックに及ぶ」と言われ、近隣の地所から日光を奪ったも同然であった。

## セットバックと都市計画
今日では多くの州や自治体が、土地利用規制などの都市計画法規で、建物におけるセットバックの利用を義務付けている。これは、都市の街路や中庭に日光や空気が十分に供給され、空間が十分に確保されるようするためである。たとえばニューヨーク市のマンハッタンのような高密集地区では、街路に直面する外壁の高さの上限が定められ、この高さを超える部分については、仰空面と呼ばれる理論上の傾斜面よりも外壁を後退させなければならないことが定められていることがある。同様の理由で、密集度の低い地区でも、外周壁の高さ規制に適合させるためにセットバックが使用される場合がある。
セットバックは、有用な外部空間を生み出すことによって、建物内部の価値を高めるためにも使われる。新鮮な空気を吸うことができ、地平線までの展望が得られ、ガーデニングや屋外での食事などのレクリエーションも楽しめるテラスを、セットバックによって確保することは多い。さらにセットバックには、ビル同士の空間を広げ、突き出た部分同士を遠ざけることにより、消防隊がビルの間を通行しやすくすることで火災発生時の安全性を高める効果もある。
米国では、自治体ごとにセットバックに関する法規が異なる。たとえば、シカゴ市の土地利用規制には仰空面に関する条項がないため、シカゴ市のスカイラインは、高層ビルの多くが1916年区画整備決議に準拠して建設されたニューヨーク市のスカイラインとは、大きく異なっている。ニューヨーク市の土地利用規制には、地上の高さでのセットバックに関するガイドラインもある。このタイプのセットバックは、各ビルの前にしばしば広場と呼ばれるオープンスペースを確保することにより、公共空間を増やすことを目的としている。

## 耐震性
- セットバックが大きい場合は耐震性に問題が有り、フラット35などのローン審査も通らなくなる。（セットバックしていない部分の長さが建物全体の長さの2/3（壁式構造の場合は1/2）を超えている場合は問題が有る。）

https://www.flat35.com/files/100010606.pdf